# Торрес-дель-Пайне (коммуна)
Торрес-дель-Пайне (исп. Torres del Paine) — коммуна в Чили. Административный центр коммуны — посёлок Сьерро-Кастильо. Население — 163 человека (2002).   Поселок и коммуна входят в состав провинции Ультима-Эсперанса  и области Магальянес-и-ла-Антарктика-Чилена.
Территория коммуны —  6630 км². Численность населения — 941 житель (2007). Плотность населения — 0,11 чел./км².

## Расположение
Поселок Сьерро-Кастильо расположен в 257 км на северо-запад от административного центра области города Пунта-Аренас и в 83 км на север от административного центра провинции  города Пуэрто-Наталес.
Коммуна граничит:
- на севере — c провинцией Санта-Крус  (Аргентина)
- на востоке — с провинцией Санта-Крус  (Аргентина)
- на юге — c коммуной Наталес
- на западе — c коммуной Наталес

## Демография
Согласно сведениям, собранным в ходе переписи Национальным институтом статистики, население коммуны составляет 941 человек, из которых 693 мужчины и 248 женщин.
Население коммуны составляет 0,6 % от общей численности населения области  Магальянес-и-ла-Антарктика-Чилена, при этом 100 % относится к сельскому населению и 0 % — городское население.